# Ady Endre Irodalmi Kör (Nagyvárad)
Ady Endre Irodalmi Kör Nagyváradon működik az 1950-es évek óta.
Kezdetben tagjainak zöme nyomdász, diák, technikus, tisztviselő; szép szerepet vállaltak tevékenységében az újságírók és színművészek. A megalakuláskor és az azt követő évtizedekben Horváth Imre, Tabéry Géza, Tóth István, Kelemen István, a Nagyváradi Állami Színház magyar tagozatának titkára, majd Szilágyi Aladár vezette. 1979–1988 közt két alkalommal tagja volt a vezetőségnek Sall László költő, író; 1986–88 közt Szűcs László költőt is a vezetőségi tagok sorába választották. A Bihar megyei Alkotások Háza 1970-ben kiadta Tavasz '69 c. antológiájukat, melyben a Forrás-nemzedék tagjai közül Domokos Eszter, Kocsis István, Molnos Lajos és Szele Péter szerepelt.
1972-től a Szakszervezetek Művelődési Házának védnöksége alatt működött, vezetői időrendben: Nagy Béla, Tőke Csaba, Tóth Károly, Varga Gábor, Kőrössi P. József, 1979-ben Nagy L. Róbert. Innen indult el a ma Bukarestben élő Adonyi Nagy Mária; a kör kötetes költői: Máté Imre, Gittai István, Kőrössi P. József. Nyomtatásban jelent meg Nikolits Árpád Akik úgy merik vállalni az életet c. drámája az Országos Etnológiai és Didaktológiai Intézet kiadásában (1979). A kör tagjai közül hatan szerepeltek a Hangrobbanás (Temesvár, 1975), öten a Kimaradt Szó (1979) c. lírai antológiában. A nagyváradi Ady Endre Kör időnként közös ülést rendezett a szabadegyetemen működő Irodalmi Kerekasztallal.
Az Ady Endre Kör 1989 után is él, elnöke Gittai István.